# La Boîte magique
La Boîte magique és una pel·lícula tunisiana dirigida per Ridha Béhi, estrenada el 2002. Va ser seleccionada com a entrada tunisiana per la Millor pel·lícula en llengua estrangera als Premis Oscar de 2002, però no va ser nominada.

## Argument
Raouf, un director, rep l'encàrrec de dirigir una pel·lícula sobre la seva relació amb el cinema quan era petit. Es submergeix en els seus records de Kairouan.

## Repartiment
- Marianne Basler : Lou
- Abdellatif Kechiche : Raouf
- Hichem Rostom : Mansour
- Lotfi Bouchnak : le père
- Medhi Rebii : Raouf enfant
- Myrna Maakaron : la fille
- Samia Rhaiem

## Premis i nominacions
- Premi especial del jurat al Festival de Cinema de Cartago[2]